# Guo Shiqiang
Guo Shiqiang (郭士強S, Guō ShìqiángP; Liaoyang, 8 luglio 1975) è un ex cestista e allenatore di pallacanestro cinese, di ruolo playmaker.

## Carriera
Ha giocato in Nazionale dal 1999 al 2005. Dopo il ritiro, è stato allenatore dei Liaoning Hunters dal 2006 al 2011. Nel biennio 2009-2010 ha guidato la Cina, divenendo l'allenatore più giovane nella storia della Nazionale; dal 2006 al 2009 aveva ricoperto l'incarico di assistente.
Da giocatore ha vinto la medaglia d'oro al Campionato asiatico 2003, e quella d'argento ai XIV Giochi asiatici.